# Osmylidae
Osmylidae es una familia de insectos del orden Neuroptera, erigida por el naturalista Carlos Linneo en 1758. 

## Sistemática y clasificación
La familia Osmylidae contiene 9 subfamilias y 68 géneros (43 fósiles), de los cuales 12 son Osmylidae incertae sedis. La clasificación presentada a continuación está basada principalmente en Winterton et al. 2019.
Subfamilia Eidoporisminae Esben-Petersen, 1917
- Eidoporismus Esben-Petersen, 1917 - Australia
- †Stenosmylina Jepson et al., 2009 - Weald Clay, Reino Unido, Cretácico temprano (Hauteriviense)

Subfamily Gumillinae Navas, 1912
- Gumilla Navas, 1912 - Brasil
- †Allotriosmylus Yang et al., 2010 - Daohugou Bed, China, Jurásico medio (Calloviense)
- †Enodinympha Ren & Engel 2007 - Daohugou Bed, China, Jurásico medio (Calloviense)
- †Epiosmylus Panfilov, 1980 - Daohugou Bed, China, Jurásico medio (Calloviense); Formación Itat, Rusia, Jurásico medio (Bathoniense); Formación Karabastau, Kazajistán, Jurásico medio/tardío
- †Kolbasinella Khramov, 2014 -  Formación Karabastau, Kazajistán, Jurásico medio/tardío
- †Nilionympha Ren & Engel, 2007 - Daohugou Bed, China, Jurásico medio (Calloviense)
- †Nuddsia Menon & Makarkin, 2008 - Formación Crato, Brasil, Cretácico temprano (Aptiense) (=Burmaleon Myskowiak et al., 2016 ámbar birmano, Birmania, Cretácico tardío (Cenomaniense))
- †Osmylochrysa Jepson et al., 2012 - Grupo Purbeck, Inglaterra, Cretácico temprano (Berriasiense)
- †Tenuosmylus Wang et al., 2009 Daohugou Bed, China, Jurásico medio (Calloviense)

Subfamilia Kempyninae Carpenter, 1943
- Australysmus Kimmins, 1940 - Australia
- Euosmylus Krüger, 1913 - Nueva Zelanda
- Kempynus Navás, 1912 - Australia, Nueva Zelanda, Argentina, Chile
- †Arbusella Khramov, 2014 - Formación Karabastau, Kazajistán, Jurásico medio/tardío
- †Cretosmylus Makarkin, 1990 - Formación Zaza, Rusia, Cretácico temprano (Aptiense)
- †Euporismites Tillyard, 1916 Formación Redbank Plains, Australia, Eoceno (Ypresiense)
- †Jurakempynus Wang et al., 2011 Daohugou Bed, China, Jurásico medio (Calloviense); Formación Karabastau, Kazajistán, Jurásico medio/tardío, Shar-Teeg, Mongolia, Jurásico tardío (Tithoniense)
- †Kempynosmylus Makarkin, 2014 Formación Zaza, Rusia, Cretácico temprano (Aptiense)
- †Ponomarenkius Khramov et al., 2017 - Daohugou Bed, China, Jurásico medio (Calloviense)
- †Sauktangida Khramov, 2014 - Kirguistán, Jurásico temprano (Toarciense)
- †Mirokempynus Ma et al. 2020 Daohugou Bed, China, Jurásico medio (Calloviense)

†Subfamilia Mesosmylininae Bode, 1953
- †Mesosmylina Bode, 1953 Posidonia Shale, Formación Ceichocinek (Green Series), Alemania; Formación Sagul, Kirguistán Jurásico temprano (Toarciense); Formación Zhargalant, Mongolia; Formación Itat, Rusia, Jurásico medio (Bathoniense); Formación Ukurei, Rusia,Jurásico tardío (Tithoniense)
- †Sogjuta Martynova, 1958 Formación Dzhil Formation, Kirguistán, Jurásico temprano (Hettangiense); Shar-Teeg, Mongolia, Jurásico tardío (Tithoniense)

Subfamilia Osmylinae Leach, 1815
- Grandosmylus Makarkin, 1985 - Afganistán, Tayikistán
- Lahulus Navás, 1930 - India
- Osmylus Latreille 1802 - Eurasia
- Parosmylus Needham, 1909 - Central y sur de Asia
- Sinosmylus Yang, 1992 - China
- †Lithosmylus Carpenter, 1943 - Formación Florissant, Colorado, Estados Unidos, Eoceno (Priaboniense)
- †Vetosmylus Ma et al., 2020 - Daohugou Bed, China, Jurásico medio (Calloviense)

Subfamilia Protosmylinae Krüger, 1913
- Gryposmylus Krüger, 1913 - Centro y sudeste asiático
- Heterosmylus Krüger, 1913 - Centro y sur de Asia
- Lysmus Navás, 1910 - Indonesia, China, Japón, Rusia
- Paryphosmylus Krüger, 1913 - Ecuador
- †Juraheterosmylus Wang et al., 2010 - Daohugou Bed, China, Jurásico medio (Calloviense)
- †Jurosmylus Makarkin & Archibald 2005 - Formación Karabastau, Kazajistán, Jurásico medio/tardío
- †Mesosmylidus Jepson et al., 2012 - Grupo Purbeck, Inglaterra, Cretácico temprano (Berriasiense)
- †Osmylidia Cockerell, 1908 - Formación Florissant, Colorado, Estados Unidos, Eoceno (Priaboniense)
- †Petrushevskia Martynova, 1958 - Formación Dzhil, Kirguistán, Jurásico temprano (Hettangiense)
- †Protosmylina Jepson et al., 2009 - Weald Clay, Reino Unido, Cretácico temprano (Barremiense)
- †Protosmylus Krüger, 1913 - ámbar báltico, costa báltica, Europa, Eoceno
- †Pseudosmylidia Makarkin, 2017 Formación Florissant, Colorado, Estados Unidos, Eoceno (Priaboniense)

Subfamilia Stenosmylinae Krüger, 1913
- Carinosmylus New, 1986 - Australia
- Euporismus Tillyard, 1916 - Australia
- Isostenosmylus Krüger, 1913 - norte de Sudamérica
- Oedosmylus Krüger, 1913 - Australia
- Phymatosmylus Adams, 1969 - Argentina, Chile
- Stenolysmus Kimmins, 1940 - Australia
- Stenosmylus McLachlan, 1867 - Australia

Subfamilia Porisminae Krüger, 1913
- Porismus McLachlan, 1867 - Australia

Subfamilia Spilosmylinae Krüger, 1913
- Spilosmylus Kolbe, 1897 - África, sudeste y sur de Asia, Nueva Guinea
- Thaumatosmylus Krüger, 1913 - Indonesia, Malasia, China
- Thyridosmylus Krüger, 1913 Madagascar, China, India
- †Ensiosmylus Khramov, 2014 Formación Karabastau, Kazajistán, Jurásico medio/tardío
- †Imanosmylus Makarkin, 1994 Formación Siyanovskaya, Rusia, Cretácico tardío (Maastrichtiense)

Subfamilia Incertae sedis
- †Archaeosmylidia Makarkin et al., 2014 -Daohugou Bed, China, Jurásico medio (Calloviense)
- †Dimidiosmylus Khramov, 2014 - Shar-Teeg, Mongolia, Jurásico tardío (Tithoniense)
- †Erlikosmylus Khramov, 2014 - Formación Sagul, Kirguistán, Jurásico temprano (Toarciense)
- †Karaosmylus Makarkin, 1990 Formación Karabastau, Kazajistán, Jurásico medio/tardío
- †Kubekius Khramov, 2017 - Formación Itat, Rusia, Jurásico medio (Bathoniense)
- †Osmylopsis Handlirsch, 1906 - Grupo Purbeck, Inglaterra, Cretácico temprano (Berriasiense)
- †Palaeothyridosmylus Wang et al., 2009 Daohugou Bed, China, Jurásico medio (Calloviense)
- †Pronymphites Panfilov, 1980 - Formación Karabastau, Kazajistán, Jurásico medio/tardío
- †Scapoptera Panfilov, 1980 - Formación Karabastau, Kazajistán, Jurásico medio/tardío
- †Stenochrysa Jepson et al., 2012 - Grupo Purbeck, Inglaterra, Cretácico temprano (Berriasiense)
- †Tengriosmylus Khramov, 2014 - Formación Sagul, Kirguistán, Jurásico temprano (Toarciense)
- †Tetanoptilon Bode, 1953 - Formación Sachrang (Posidonia Shale), Alemania, Jurásico temprano (Toarciense)